# Ласло Джере
Ласло Джере (на сръбски: Ласло Ђере) е сръбски тенисист.

## Биография
Ласло Джере е роден на 2 юни 1995 г. в Сента, Сърбия. Родителите му са унгарци, майка му е Хайналка, а баща му Чаба Джере. И двамата му родители почиват от рак. Той има една сестра на име Джудит. Член е на унгарската общност в Сърбия. Ласло започва да играе тенис на 5 години с баща си. Владее свободно сръбски, английски и унгарски. Любимата му настилка е клей. Негови идоли са Анди Родик, Лейтън Хюит и Новак Джокович. Той е привърженик на Чикаго Булс (НБА) и Сиатъл Сийхоукс (НФЛ).

## Кариера
Ласло Джере достига най-високо място в кариерата си на сингъл е световен номер 27, на 10 юни 2019 г. На 22 март 2021 г. той достига най-високо място в кариерата си, като световен номер 346 в ранглистата на двойки. Печели две титли на сингъл от ATP Тур. Джере дебютира в ATP Тура през 2013 на Тайланд Оупън, където участва с уайлдкард. Прави дебют в основната схема на турнир от Големия шлем на Откритото първенство на Франция през 2016 г. На Откритото първенство на САЩ през 2018 г. той записва първа победа от Големия шлем, побеждавайки Леонардо Майер в първия кръг.

## Кариерна статистика

### ATP финали (3 титли; 6 финала)
|        | П–З | Година | Турнир               | Клас      | Настилка | Опонент            | Резултат           |
| ------ | --- | ------ | -------------------- | --------- | -------- | ------------------ | ------------------ |
| Победа | 1–0 | 2019   | Рио Оупън            | 500 серии | Клей     | Феликс Оже-Алиасим | 6–3, 7–5           |
| Победа | 2–0 | 2020   | Сардиния Оупън       | 250 серии | Клей     | Марко Чекинато     | 7–6(7–3), 7–5      |
| Загуба | 2–1 | 2021   | Сардиния Оупън       | 250 серии | Клей     | Лоренцо Сонего     | 6–2, 6–7(5–7), 4–6 |
| Загуба | 2–2 | 2022   | Уинстън-Сейлъм Оупън | 250 серии | Твърда   | Адриан Манарино    | 6–7(1–7), 4–6      |
| Загуба | 2–3 | 2023   | Германия Оупън       | 500 серии | Клей     | Александър Зверев  | 5–7, 3–6           |
| Победа | 3–3 | 2025   | Чили Оупън           | 250 серии | Клей     | Себастиан Баес     | 6–4, 3–6, 7–5      |